# Антициклонски ветрови
Антициклонски ветрови су ветрови који настају за време повишеног ваздушног притиска.

## Врсте ветрова
Посотје три типа ових ветрова:
- антициклонска бура — бура која настаје када се јави антициклон изнад средње Европе.
- антициклонски југо — југо који настаје када се изнад централних делова Балканског полуострва јави антициклон.
- антициклонски фен — северни фен, који се јавља на јужним падинама планина када је антициклон изнад северног дела горја.